# Divette (Dives)
Pour les articles homonymes, voir Divette.
La Divette est une petite rivière française dans le département du Calvados en région Normandie, et affluent gauche du fleuve la Dives.

## Géographie

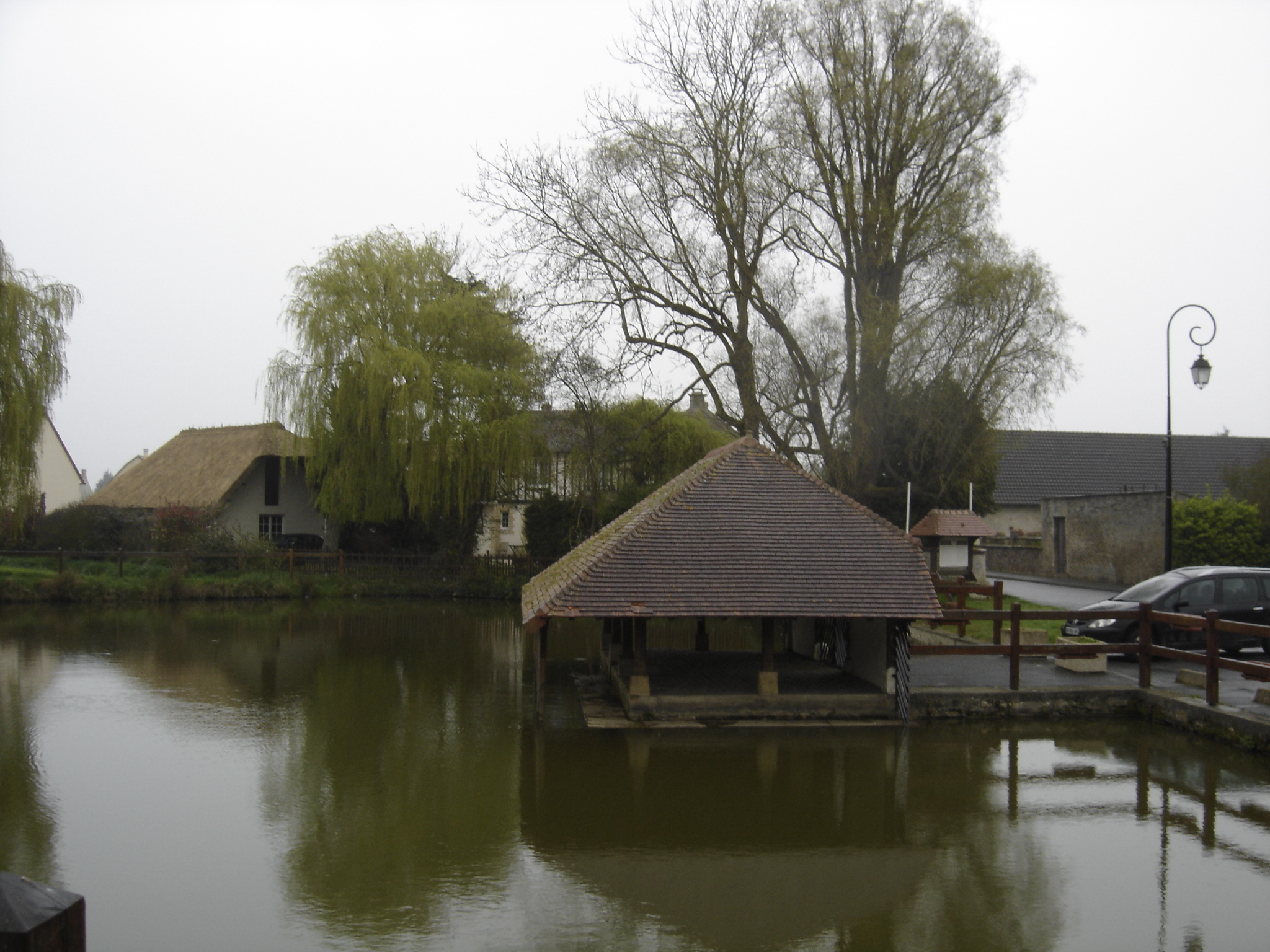
Le lavoir à Bavent.

La Divette prend sa source au nord-est du territoire de Touffréville sous le nom de ruisseau du Bois de Bavent, prenant la direction de l'est en séparant le bois de Bavent du bois de Bures. À la sortie de ces bois, la rivière entre dans les marais de la Dives, avec un cours diffus d'orientation générale sud-nord. Elle conflue en rive gauche avec la Dives au nord de l'hippodrome de Cabourg, à 2 km de l'embouchure du fleuve côtier, après un parcours de 15,3 km au nord des confins de la plaine de Caen et du pays d'Auge.

### Communes et cantons traversés
La Divette prend sa source dans la commune de Touffréville, traverse les communes de Bavent, Petiville, Varaville et conflue avec la Dives à Cabourg.
Soit en termes de canton, la Divette prend sa source dans le canton de Troarn, traverse et conflue sur le canton de Cabourg, le tout dans le seul arrondissement de Caen.

## Affluents
La Divette a trois affluents contributeurs :
- le Saint-Laurent (rive gauche) 2,9 km, sur les deux communes de Bavent et Troarn[2] ;
- le Douet du Moulin du Pré (rive gauche) 5,8 km, sur les trois communes de Gonneville-en-Auge, Varaville et Bavent[3] ;
- le ruisseau Grand Flet du Magny (rive gauche) 3 km, dans les communes de Merville-Franceville-Plage et Varaville dans le canton de Cabourg[4].